# Moju (ort)
Moju är en ort i Brasilien.   Den ligger i kommunen Moju och delstaten Pará, i den nordöstra delen av landet, 1 500 km norr om huvudstaden Brasília. Moju ligger 9 meter över havet och antalet invånare är 21 510.
Terrängen runt Moju är mycket platt.
Omgivningarna runt Moju är en mosaik av jordbruksmark och naturlig växtlighet. Runt Moju är det glesbefolkat, med 16 invånare per kvadratkilometer.